# 塵埃終須落定
《塵埃終須落定》是由Somi開發的一款文字推理遊戲，2024年1月18日在Steam發售。故事講述一名女警調查一宗十二年前的兒童失蹤懸案，在調查中慢慢了解到該案件為何以懸案結案。遊戲的敘事結合獨特的玩法，獲得不少評論員正面的評價。

## 遊戲玩法
《塵埃終須落定》是一款像素風格文字推理遊戲，玩家在遊戲中扮演一名年輕的女警去調查一宗十二年前的兒童失蹤懸案。2012年2月，派出所收到報案，一位名為犀源的小女孩在公園失蹤，女警全璟負責偵查案件。全璟在走訪調查中發現，所有相關人士都在撒謊，最後全璟以懸案結案。如今年輕的女警拜訪全璟調查該案件，在女警的詢問下，全璟開始零星回憶起過去調查時與相關人士的對話。遊戲一共有54段對話，每段對話的說話者和時間都不明，玩家需要為所有對話進行排序，並找出每一段話是誰說的。一開始全璟只會想起部分對話，還會記錯說話者是誰，玩家通過尋找對話中的關鍵字，找出新說話者的名字和解鎖新的對話，每完成部分對話的排序也會新增後續的一些對話。遊戲一共有兩個結局。

## 故事劇情
宋敏英和金康石夫婦的女兒金犀源早夭，宋敏英因此患上精神疾病，一直以為女兒還活著，金康石不願讓妻子傷心，也就沒給女兒辦理死亡證。兩人後來離婚，但是保持著良好的關係。數年過去，榮州市街道辦事處給宋敏英發出了幼兒園的入學通知，宋敏英出門去找女兒，在公園遇到也名為「犀源」的崔犀源，並把她當成女兒帶回家。崔犀源的父親崔東健報案女兒失蹤，宋敏英的母親驚訝宋敏英拐了別人家的小孩，於是聯繫金康石，讓金康石將小孩送回崔東健家。宋敏英發現「女兒」不見後，也報案女兒失蹤。金康石為了不讓警方起訴宋敏英，自首謊稱是自己拐了崔犀源。
女警全璟負責調查這兩宗「犀源失蹤案」，全璟筆錄了崔東健一家人，了解崔犀源失蹤的細節。崔犀源哥哥崔明浩當時讓崔犀源在公園一個人玩，自己去文具店買東西，導致崔犀源失蹤。看護工申惠晶為了袒護崔明浩，謊稱是自己疏忽。不久，金康石自首，崔犀源平安回家。全璟在審訊金康石後，又開始負責宋敏英的報案。全璟造訪宋敏英一家，宋敏英的母親一開始還幫忙隱瞞，後面得知金康石自首，表示願意坦白一切。全璟得知了事情來龍去脈並與金康石對質，金康石承認後，祈求宋敏英的報案以懸案結案，讓宋敏英懷有女兒還活著的念想，全璟也應了金康石的要求。
故事最後根據玩家的選擇會導致不同結局，年輕女警是十二年後長大的金犀源，由於「犀源失蹤案」和她同名而重啟這個案件的調查，當年宋敏英因拐了她而判處司法病房一年，女兒失蹤也成為宋敏英心結，加重了病情，結果一直關在司法病房至今。為了讓案件真相大白，解開宋敏英心結，金犀源找全璟復原案件，年老的全璟記憶力衰退，用了很長時間才梳理好案件緣由。另一個結局，女警對話的「全璟」其實是宋敏英，宋敏英患有精神分裂，常年一人飾演當年案件中多人，女警用了幾個月梳理好案件緣由，讓宋敏英走出痛苦，了解真相。

## 開發及發行
Somi是一位韓國獨立開發者，2020年Somi完成《浪痕：回忆密码》的開發工作後，由於公司業務繁忙，數年時間沒有業餘時間開啟新的專案。直到2023年公司的人事調動，Somi換到了業務較少的部門，才有閒暇開發一款新遊戲。同年5月，Somi開始構思新專案《塵埃終須落定》。不同於負罪感三部曲的靈感是源於Somi現實的遭遇和感受，新專案則是與Somi完全無關的作品。新專案的劇情受到金衍洙的小說《如何入水而不濕身》、科倫·薩拉執導的《爸爸可否不要老》、連城三紀彥的小說《白光》和東野圭吾的小說《新參者》影響，用了三個月完成。
Somi同時也兼任遊戲的美術，在《塵埃終須落定》之前的作品都沒有角色和場景插畫。後來Somi發現PLAYISM在任天堂Switch上發行《律法之地》時，請了畫師製作角色插畫，讓版本的反響遠高於之前發行的Steam版。吸取之前的經驗，Somi決定為新專案製作更多的插畫，遊戲內共有60幅插畫，每一幅Somi用一到兩天完成。由於Somi不太擅長美術，所以遊戲沒有使用彩色，而是黑白色調。遊戲音樂由《律法之地》和《浪痕》的配樂SeongYi Yi負責，日文本地化由Somi的好友Gon Lee及翻譯Masa Kei負責，Masa Kei也協助製作日文的宣傳資料。
2023年11月24日，Somi宣佈遊戲將在2024年第一季度在Steam推出。同年12月28日，Somi確認遊戲在2024年1月18日發售，當日遊戲如期上架。遊戲任天堂Switch版由PLAYISM發行，於2024年9月19日在任天堂eShop發售。

## 評價及反響
遊戲在Steam發售後獲得極度好評，觸樂、遊俠網、GAMER、BuzzFeed、IGN韓國和日本分部和Real Sound都給與遊戲正面的評價。IGN韓國分部評論員Kyunghyuk Lee給遊戲評分為9分（10為滿分），他大讚這是一部令人難忘的作品，以一種獨特的方式拆解和重構一個衝擊性的話題。遊俠網編輯刹那·F·赛耶稱讚該作「在故事上，立意上，还是叙事表现手法上，都是一部令人惊艳的作品」。IGN日本分部評論員各務都心表示遊戲的體驗就如「一部精心製作的兩小時電視劇」。
觸樂、遊俠網、GAMER、IGN日本分部評論員都稱讚遊戲劇情感人。BuzzFeed評論員（Masan）作為Somi粉絲，玩過Somi之前作品，他稱讚遊戲劇情十分完整，宛如在閱讀「一本優秀懸疑小說」，故事劇情引人入勝。Thisisgame 評論員肯定遊戲劇本很優秀，但是遊戲的對話拼圖玩法，導致遊戲體驗缺乏連貫性，特別是角色之間的關係並不「簡單明了」。同時他也失望全部對話只有一套編排方式，沒有其他的組合方式。
遊戲玩法方面，觸樂編輯王永昂表示遊戲機制很獨特，不過初期遊玩容易陷入混亂之中。GAMER編輯（Kawachi）指出遊戲玩法與《她的故事》類似，不過更強調視覺小說獨有的沉浸感，能調動起玩家的情緒。遊戲內一些解密內容，難度恰到好處。刹那·F·赛耶認為通關後回顧遊戲會發現「故事其实并不算特别出彩」，但是遊戲通過特別的「表现手法和阅读顺序」，埋下多個伏筆，吸引玩家去探索故事的真相。小林白菜在Real Sound摘文表示遊戲如果採用一般視覺小說的玩法，儘管劇情一樣，但是未必讓人印象深刻。遊戲以玩法增強故事體驗的方式，值得其他開發者借鑒。
遊戲美術和音樂方面，Kawachi認為遊戲在這方面表現不如一般商業遊戲豐富，但是少量的插畫和音樂有畫龍點睛的作用。遊戲的日文本地化獲得IGN日本分部和Real Sound的好評。

### 獎項
遊戲發售後，獲得2024年度日本京都獨立遊戲展BitSummit Drift的最佳遊戲設計獎， 同年德國柏林獨立遊戲節A MAZE.的「Most Amazing Game Award」，同年韓國釜山獨立遊戲節BIC Festival的評審員獎和最具社會影響力獎，同年東京電玩展Sense of Wonder Night上獲得最佳遊戲設計獎。

## 外部連結
- 《塵埃終須落定》在視覺小說數據庫的頁面 （英文）
- 官方网站